# Euxoa noctuiformis
Euxoa noctuiformis là một loài bướm đêm trong họ Noctuidae.